# Route nationale 492
Pour les articles homonymes, voir Route 492.
La route nationale française 492 ou RN 492 était une route nationale française reliant Cuse (commune de Cuse-et-Adrisans) à Salins-les-Bains.
À la suite de la réforme de 1972, la RN 492 a été déclassée en RD 492 puis, après la construction du nouveau tracé de la RD 50 du Doubs allant de la frontière avec la Haute-Saône au sud de Villersexel à la RN 57 au sud de Valdahon, une partie de son tracé fut renommée RD 50.

## Ancien tracé de Cuse à Baume-les-Dames D 50
Note : La RD 50 ne traverse plus les villages. On trouvera entre parenthèses les caractéristiques des anciennes traversées.
- Cuse
- Gondenans-les-Moulins (La traversée de ces deux localités a été renommée D sans numéro)
- Romain (Là encore, pas de numéro mais une borne D 492 au centre du village)
- Mésandans
- Autechaux (au Lieu-dit La Tuilerie)
- Baume-les-Dames

## Ancien tracé de Baume-les-Dames à Aïssey D 50, D 492
- Pont-les-Moulins
- Adam-lès-Passavant D 492
- Saint-Juan
- rejoignait la RN 464 pour faire tronc commun avec elle sur la traversée d'Aïssey

## Ancien tracé d'Aïssey à Ornans D 492
- Gonsans
- Verrières-du-Grosbois (appelé autrefois La Verrière du Gros Bois)
- croise la RN 461 à proximité d'Étalans
- Saules
- Ornans

## Ancien tracé d'Ornans à Salins-les-Bains D 492
- Chantrans
- Silley-Amancey
- Bolandoz
- Nans-sous-Sainte-Anne
- Salins-les-Bains